# Pace di Augusta
La pace di Augusta fu un trattato stipulato il 25 settembre 1555 tra Ferdinando d'Asburgo, in rappresentanza di suo fratello (l'imperatore Carlo V d'Asburgo, cattolico-romano), e la Lega di Smalcalda, un'unione di principi protestanti del Sacro Romano Impero, presso la città imperiale di Augusta (Augsburg in tedesco). Questa pace sancì ufficialmente la divisione di fatto della Germania tra cattolici e protestanti.

## Premesse

### La Riforma protestante di Lutero (o Luteranesimo)
Il 31 ottobre 1517 Martin Lutero, docente di teologia biblica presso la nuova Università di Wittenberg, affisse sulla porta della chiesa del castello di Wittenberg un documento in 95 “tesi” contro le indulgenze, cioè la remissione delle pene canoniche (digiuni e penitenze di vario genere) normalmente poste ai fedeli da parte della Chiesa per ottenere la remissione della colpa dopo il perdono Sacramentale dei loro peccati (la confessione dei peccati e l'assoluzione sarebbero infatti nulle se non accompagnate dall'espiazione). La sua contestazione si basava principalmente sull'assurdità morale e teologica delle indulgenze, specie per i morti, sostenendo che la Chiesa non poteva vincolare le decisioni divine: se Dio aveva imposto un castigo, solo lui poteva cancellarlo, mentre il perdono divino rendeva inutile qualsiasi indulgenza o riparazione.
Le critiche dell'agostiniano Lutero provocarono le controcritiche dei Domenicani tedeschi, le successive liti e la reazione della Chiesa locale e papale, che infine nel 1520 si manifestò con la bolla "Exsurge Domine" con cui il pontefice Leone X condannava le idee di Lutero, ordinava che i suoi scritti fossero bruciati e gli lasciava due mesi di tempo per abiurare. Lutero invece bruciò in pubblico la bolla papale. Per cui la scomunica divenne inevitabile: con la bolla "Decet Romanum Pontificem" del 1521.  Ma il potente elettore Federico il Saggio di Sassonia lo convinse ad appellarsi all'imperatore Carlo V, al quale spettava il compito di rendere esecutiva la condanna papale. Di questa faccenda si occupò la Dieta imperiale di Worms del 1521, alla quale fu convocato Lutero, cui fu nuovamente chiesto di sconfessare le proprie idee. Lutero rifiutò e l'imperatore lo condannò al bando dall'impero come fuorilegge e nemico pubblico.
La diffusione delle idee di Lutero fu favorita dall'uso della stampa e della lingua volgare, che rappresentò una rivoluzione culturale, poiché fece perdere a chierici e nobili il privilegio di essere gli unici lettori dei testi sacri in latino. Così il Luteranesimo alimentò pure la lotta contro l'analfabetismo, facilitando un accesso diretto alla Bibbia.

### La Controriforma (o Riforma cattolica)
La diffusione della confessione luterana obbligò la Chiesa ad intervenire con una serie di provvedimenti di carattere politico, istituzionale e teologico. A questa reazione si dà in nome di Controriforma.
Fu così finalmente convocato un concilio da papa Paolo III (1534-49) in una città tra l'Italia e l'Impero, il Concilio di Trento (1545), dietro anche alle pressanti richieste di Carlo V, impegnato nella lotta contro i principi protestanti riuniti nella Lega di Smalcalda. I luterani decisero però di non prendervi parte e, allora, il concilio divenne un'assemblea interna al mondo cattolico.
Sul piano della dottrina, il concilio operò una chiusura nei confronti del protestantesimo; infatti la Chiesa si propose come unica interprete della Bibbia e fu riaffermato il principio della salvezza per mezzo non solo della fede, ma anche delle opere.
Sul piano della disciplina si cercò di risolvere alcuni problemi, come l'obbligo del celibato ecclesiastico, e il vincolo dei vescovi a risiedere nella circoscrizione loro affidata. Venne, inoltre, creata una rete di seminari.
Si aggiunsero anche provvedimenti contro nepotismo, simonia e concubinato. Nel complesso la Chiesa cattolica uscì maggiormente irregimentata dal concilio.

### L'ascesa e il regno di Carlo V
Nel 1519 Carlo d'Asburgo, nipote paterno del defunto Massimiliano I e già re di Spagna dal 1516 per diritto di discendenza materno, fu eletto imperatore con il nome di Carlo V. Si trovò a governare anche sulle terre familiari degli Asburgo in Austria, in Boemia, sulla Fiandra, nei Paesi Bassi ed inoltre sui territori annessi di Napoli, Sicilia e Sardegna. Possedeva anche le colonie spagnole e avanzava pretese dinastiche sulla Borgogna, che era stata sottratta dai francesi agli Asburgo. Divenuto imperatore, Carlo V dovette subito fronteggiare un grande problema: garantire la stabilità e omogeneità ai propri domini, caratterizzati dalla dispersione territoriale e da lotte politiche interne.

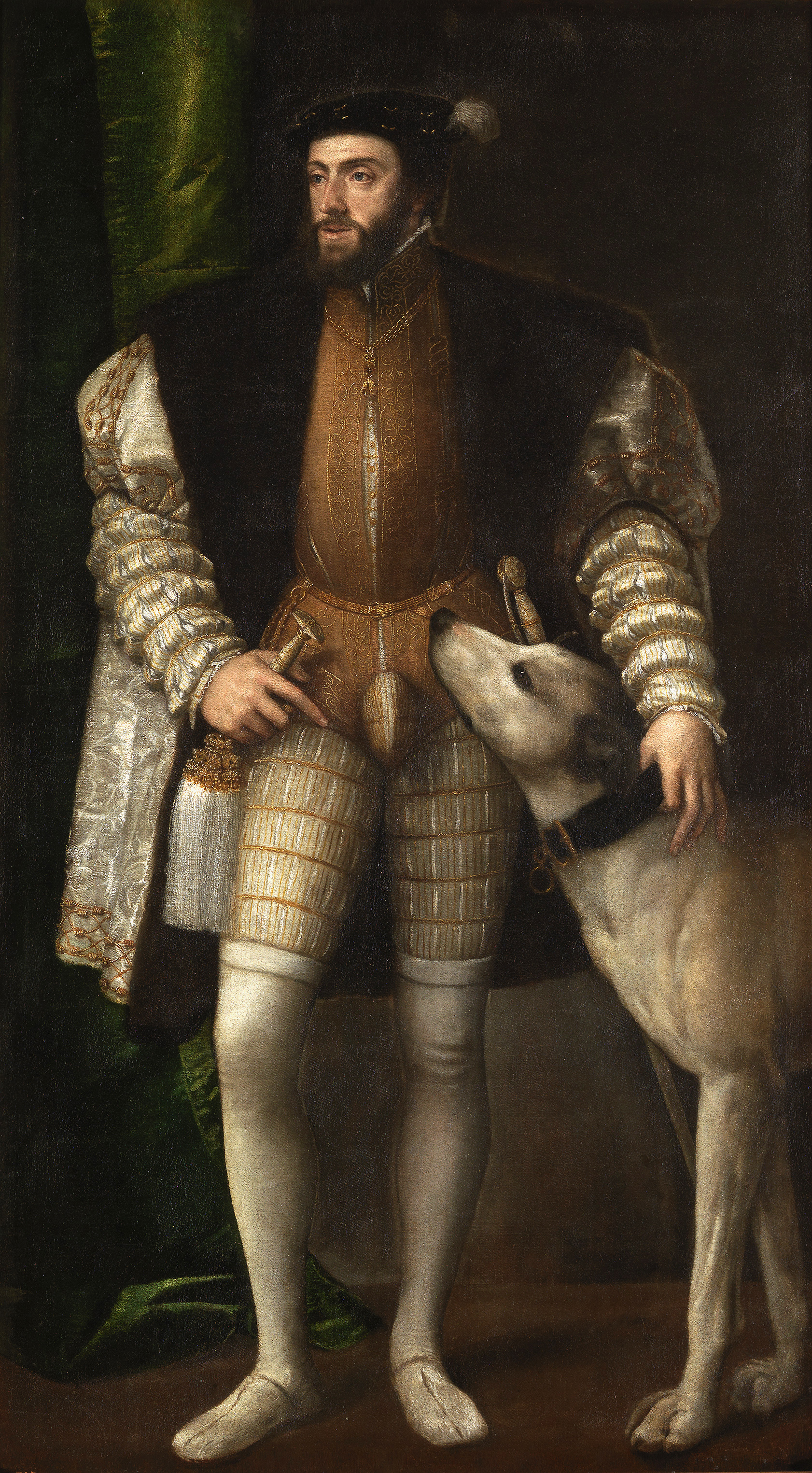
Ritratto di Carlo V, dipinto, Tiziano, 1529 (circa), olio su tela, Museo del Prado, Madrid

Portò avanti il progetto di restaurazione dell'autorità imperiale sull'Europa ma incontrò numerosi ostacoli, interni ed esterni. Sul fronte esterno il principale problema era rappresentato dal re di Francia Francesco I, già rivale per il trono imperiale, con cui combatté due lunghe guerre dal 1521 al 1529 per ottenere il possesso del Ducato di Milano e della Repubblica di Genova. L'altra fonte di problemi era costituita dai turchi ottomani, il cui impero era in piena espansione e rappresentava una seria minaccia.
Sul fronte interno i problemi erano più complessi e delicati. In Spagna le Cortes di Castiglia e di Aragona non erano d'accordo sulla sua ascesa al trono e questa sfiducia sfociò in un moto di ribellione, la "Rivolta dei comuneros", che liberata sua madre Giovanna la pazza,  fu difficilmente domata. Nei territori tedeschi, Carlo V dovette fronteggiare la grande crisi politico-religiosa causata dalla diffusione della predicazione di Martin Lutero e della sua Riforma, subito appoggiata da alcuni principi. Non a caso, "sin dall'estate del ‘26, Carlo V aveva energicamente richiesto la convocazione di un concilio, quale unico rimedio per porre un argine al dilagare delle eresie nel mondo tedesco e promuovere la riforma della Chiesa, […] annunciando la sua decisione di recarsi in Italia".
Nel giro di qualche anno, la Riforma si era trasformata da movimento di contestazione religiosa in movimento di contestazione sociale e politica, che dette luogo ad alcune rivendicazioni di tipo sociale (come la "Rivolta dei cavalieri", "Ritterkrieg", nel 1522-23 e la Guerra dei contadini tedeschi tra il 1524 e il 1526); a questo si aggiungevano le pretese dei principi tedeschi, i quali aderirono alla Riforma in funzione anti-imperiale (per consolidare le loro posizioni all'interno dell'Impero e dei propri territori, contro il disegno di accentramento politico di Carlo V). Nel 1530, per pacificare le parti, convocò la Dieta di Augusta, nella quale si confrontarono i cattolici e i luterani. I quali presentarono la "Confessio Augustana”, scritta per trovare una sistemazione ai fondamenti della fede luterana, che fu rigettata dai cattolici. Allora Carlo V confermò l'Editto di Worms del 1521, e la scomunica dei luterani. Per contro, questi nel 1531 strinsero un'alleanza militare, la Lega di Smalcalda, per cui vennero così a formarsi due fazioni religiose nell'Impero: una cattolica e una protestante.
Carlo V intraprese una politica di conciliazione tra le due parti; infatti "più volte Carlo cercò di ricucire i rapporti tra i principi tedeschi, esercitando nei loro confronti una certa tolleranza in campo religioso" che però non ebbe risultati positivi. Anche i rifiuti da parte del pontefice Paolo III di convocare un concilio per attenuare i contrasti, più volte richiesto dall'imperatore, rendeva impossibile la soluzione della questione luterana.
Carlo V organizzò, allora, una campagna militare contro la Lega dei principi protestanti, che godeva dell'appoggio del re di Francia, e che si concluse nel 1547 con una parziale vittoria di Carlo V (battaglia di Mühlberg). Questa vittoria accrebbe la reputazione di Carlo V: all'apparenza il suo potere era considerato talmente immenso che nessuno osava sfidarlo in quel momento. E il mondo sembrava relativamente pacifico. Le condizioni per una convivenza tra le due fazioni religiose furono tuttavia stabilite solo con la pace di Augusta del 1555, poco prima dell'abdicazione di Carlo V.
La lotta tra Spagna e Francia caratterizzò il regno di Carlo V ed ebbe per teatro l'Italia. Nel 1525 Carlo V sconfisse Francesco I nella battaglia di Pavia, grazie all'uso di nuove tecniche di combattimento basate sulla fanteria dotata di armi da fuoco. Impose inoltre Francesco II Sforza, suo vassallo, come duca del Ducato di Milano. Il re di Francia dette vita, allora, ad un'alleanza antiasburgica, la Lega di Cognac, cui aderì anche il papa. Nel 1527 mercenari al servizio dell'imperatore scesero in Italia e assediarono per alcuni mesi Roma (con il conseguente "sacco"); contemporaneamente si disgregava l'alleanza antispagnola.
Poi seguì, nel 1529, un accordo tra papa e imperatore, detto pace di Cambrai, che sanciva le rispettive sfere di influenza tra Carlo V e Francesco I. Nello stesso tempo Carlo V dovette far fronte all'espansione ottomana lungo la frontiera del Danubio e del Mediterraneo.
Nel 1535 morì il duca di Milano, Francesco Sforza, e Carlo V occupò quella regione, territorio strategico vitale per l'Impero. La sua iniziativa, però, riaccese la lotta con la Francia. La guerra riprese con il nuovo re di Francia, Enrico II, che spostò l'asse del conflitto dall'Italia alla Germania, dove ebbe l'appoggio dei principi luterani. In cambio del suo appoggio, i principi luterani gli cedettero le città lorenesi di Toul, Metz e Verdun, appartenenti all'Impero ma abitate da una popolazione prevalentemente francese.
Con Carlo V riprese vigore l'idea di impero, che nell'Europa degli Stati nazionali sembrava ormai tramontata, e quindi si impegnò a diffondere e propagandare questa visione. Alcuni finirono per crederci e sognare un imperatore guida della cristianità unita e rinnovata, come il piemontese Mercurino Arborio di Gattinara, cancelliere di Carlo V. Lo stesso imperatore era però consapevole che questa prospettiva era più un'utopia e si mosse, quindi, con cautela e realismo.
Negli anni successivi al 1550 Carlo V dovette affrontare un periodo di malattia e depressione che lo portarono a un graduale abbandono del potere. Sia Filippo II che Maria d'Ungheria (la sorella di Carlo V) cercarono di impadronirsene. L'imperatore decise, allora, di risolvere il conflitto con i principi protestanti, che si trascinava ormai da tempo. Fece portare avanti i negoziati con i protestanti dal fratello Ferdinando, il quale non voleva prendersene la responsabilità. Neanche Filippo, che presto sarebbe stato uno dei successori dell'imperatore, voleva inaugurare il proprio governo con quello che risultava essere un trattato di sconfitta per l'Impero e la sua fede. Alla fine Ferdinando, insieme al nipote, fece firmare a Carlo V la cosiddetta pace di Augusta.

## La stipulazione della Pace
Il 25 settembre 1555 Ferdinando d'Asburgo stipulò un trattato con i principi protestanti facenti parte della Lega di Smalcalda, chiamato Pace di Augusta, detta anche pace di religione.
Questa pace sanciva ufficialmente la divisione di fatto della Germania tra cattolici e luterani, e prevedeva principalmente:
- l'obbligo per i sudditi di seguire la confessione religiosa del proprio sovrano.

In precedenza tutti i cristiani europei erano uniti da una sola fede, da riti comuni e da una comune obbedienza alla Chiesa di Roma. I sovrani potevano farsi guerra, ma i sudditi erano quasi tutti (tranne per alcuni gruppi minori ed emarginati) cattolici.
Inoltre, Carlo V aveva già effettuato una sentenza provvisoria sulla questione religiosa nel 1548, firmando con i protestanti l'interim di Augusta.
Adesso si imponeva, invece, una nuova realtà: i sudditi dovevano seguire la confessione del loro sovrano, con la conseguenza che molte volte dovettero passare da una religione ad un'altra in rapporto al succedersi dei sovrani.
- l'istituzione del principio “cuius regio eius religio” (cioè "Di chi è la regione, di lui si segua la religione", “viga la religione di chi governa la regione”).

Nell'articolo 24 della pace si può, infatti, leggere: "Può avvenire che i Nostri sudditi o quelli degli elettori, principi e di altre proprietà, sia della vecchia fede o della Confessione di Augusta, desiderano lasciare le nostre terre o quelle degli elettori, principi, e le proprietà del Sacro Romano Impero, insieme alle loro mogli e figli, e stabilirsi altrove. Sarà loro consentito e sono autorizzati a farlo, a vendere i loro beni e possedimenti, dopo aver pagato una somma ragionevole per la libertà dagli obblighi servili e le tasse in arretrato, come è stato ovunque consuetudine per tutte le età. Le loro cariche onorifiche e i loro obblighi, invece, non sono ricompensati. Loro signori, tuttavia, non devono essere privati così del loro diritto consuetudinario di chiedere un risarcimento per la concessione di libertà dal servilismo".
- l'istituzione del principio del riservato ecclesiastico (Reservatum ecclesiasticum) che regolamentava la secolarizzazione dei beni ecclesiastici, ossia il passaggio di proprietà dei benefici e dei terreni della Chiesa al patrimonio personale del vescovo (o abate) che passava al luteranesimo. Quindi, se un principe che ricopriva una carica ecclesiastica cattolica passava al luteranesimo, non avrebbe più potuto avere i beni e renderli ereditari alla famiglia. Furono, quindi, regolarizzati quelli fino alla data del 1552 (pace di Passavia) mentre quelli secolarizzati dopo tale data dovevano essere restituiti.

L'articolo 18 della pace prevedeva appunto che: "Nella negoziazione di questa pace, c'è stato un disaccordo su ciò che doveva essere fatto quando uno o più di uno dei beni spirituali (patrimoni, proprietà ecclesiastici) doveva abbandonare la vecchia religione (Cristianesimo), a causa degli arcivescovati, vescovi, prelature e benefici che erano stati tenuti da loro, su cui i fedeli di entrambe le religioni non potevano venire ad un accordo. Pertanto, con l'autorità del venerato Re dell'Impero Romano, che è stata completamente delegata a noi, noi mandiamo e proclamiamo che nel momento in cui un arcivescovo, vescovo, prelato, o altri storici spirituali che si allontaneranno dalla nostra vecchia religione, questi dovranno immediatamente, senza alcuna opposizione o ritardo, abbandonare il loro arcivescovato, sede vescovile, prelatura, e altri benefici, insieme ai frutti e ai redditi eventualmente ricevuti da esso, ma senza pregiudicare il loro onore. In tali casi, i capitoli e gli altri che, secondo il diritto canonico comune o le usanze delle chiese e di altre fondazioni ecclesiastiche, hanno tali diritti, si dovrà eleggere e introdurre un membro della vecchia religione come suo successore. Tutto quanto sopra è soggetto a una futura finale restaurazione religiosa cristiana e amichevole". Questa clausola fu ritenuta inaccettabile dai principi luterani, cosicché non fu votata, ma aggiunta con una deliberazione del re Carlo V che verrà poi ripresa con l'attuazione dell'Editto di Restituzione da parte di Ferdinando II nel 1629. Lo status ambiguo di questa clausola fu una delle cause della Guerra dei Trent'anni.

## Conseguenze
La Pace di Augusta portò al punto di svolta tra l'età tumultuosa della Riforma protestante nelle terre tedesche e la successiva epoca della formazione confessionale e della negoziazione tra mondo cattolico e mondo luterano.
Questa pace religiosa rese possibile il restauro politico, accettando ciò che era stato precedentemente considerato come una cosa impossibile, ossia la coesistenza di due religioni diverse. Ma, in realtà, decretò la tolleranza solo a coloro che avevano aderito alla Confessione di Augusta (del 1530), la prima dichiarazione ufficiale dei principi del luteranesimo. Ufficialmente, l'Impero rimase una comunità politica cattolica in comunione con Roma.
La pace verrà poi rotta nei primi anni del XVII secolo, e successivamente restaurata con la pace di Vestfalia nel 1648.
Con la pace di Augusta, quindi, Carlo V rinunciò all'unità religiosa come postulato dell'idea stessa di Impero cristiano, e anche alla sua unità politica. Nel 1556 abdicò, dividendo l'Impero in due tronchi: una parte al fratello Ferdinando I, cui lasciò le terre ereditarie degli Asburgo e le corone di Boemia e di Ungheria, e l'altra parte al figlio Filippo II, cui lasciò il Regno di Spagna, Milano, Napoli, Sicilia e Sardegna, i Paesi Bassi e le colonie americane.
In quel momento, con "la divisione dei domini asburgici e con la pace di Cateau-Cambrésis, la storia europea conosceva una svolta decisiva anche sul terreno religioso […]. Venivano meno nel contempo le ragioni che nei decenni precedenti avevano indotto Carlo V ad appoggiare a Roma gli orientamenti degli "spirituali", poiché tra i compiti di Filippo II non c'era più quello di misurarsi con le lacerazioni confessionali del mondo tedesco, che proprio allora trovava nelle clausole della pace di Augusta […] le premesse di una duratura pacificazione".
Il documento della pace di Augusta presentava, però, alcuni problemi e conseguenze significative. Prima tra tutte, mentre permetteva la pratica del protestantesimo, non accettava nessuna delle altre confessioni, come ad esempio il calvinismo che andava diffondendosi rapidamente in molte aree della Germania. Quindi, anche se ebbe un discreto successo e si dimostrò vitale per alleviare la tensione nell'Impero tra cattolici e luterani, lasciò senza soluzioni la questione calvinista (oltre a quella anabattista; infatti sia i primi che i secondi non risultavano compresi in questa pace), come si evince dall'articolo 17 della pace: "Doch sollen alle andere, so obgemelten beeden Religionen nicht anhängig, in diesem Frieden nicht gemeynt, sondern gäntzlich ausgeschlossen seyn" ("Tuttavia, tutti gli altri, che non appartengono alle due religioni sopra indicate, non devono essere inclusi nella presente pace, ma essere totalmente esclusi da essa").
Queste minoranze non ebbero nessun riconoscimento e ciò sarà all'origine della guerra dei Trent'anni, fino al raggiungimento della pace di Vestfalia nel 1648.
Il principio del riservato ecclesiastico fu, inoltre, una delle principali cause della guerra di Colonia (1583-1588), uno scontro che mise alla prova le decisioni religiose prese nella pace di Augusta, che aveva permesso di sedare le prime guerre tra cattolici e protestanti nell'Impero.